# Ans Hey
Ans Hey, geboren als Johanna Catharina Heij, (Hillegom, 10 augustus 1932 – Amsterdam, 13 september 2010) was een Nederlands beeldhouwer en tekenaar.

## Leven en werk
Hey was een van de zes kinderen van Willem Heij, bloembollenkweker, inspecteur bij de Algemene Inspectiedienst, en Maria Elisabeth Schoonderbeek. Tijdens de Tweede Wereldoorlog woonde ze bij een tante in huis. Door tuberculose kon ze de middelbare school niet afronden. Ze groeide door deze omstandigheden geïsoleerd op. Ze volgde privé tekenlessen en werd na een toelatingsexamen rond 1950 aangenomen op de Amsterdamse Opleiding tot tekenleraren en behaalde in 1955 haar MO-akte. Ze vervolgde haar opleiding aan de Saint Martin’s School of Art in Londen, waar ze teken- en schilderles kreeg van Peter De Francia en leerde beeldhouwen van Eduardo Paolozzi. Na een rondreis door Italië in 1958, kwam ze op de terugweg in het Franse Lacoste terecht, waar veel steengroeves zijn te vinden. Ze kwam daar vervolgens elk jaar terug. Vanaf 1959 stond Hey voor de klas. Ze gaf tekenles op een lyceum in Alkmaar en een hbs en lyceum in Amsterdam. In 1969 werd ze aangenomen aan de Gerrit Rietveld Academie, waar ze 25 jaar les zou geven.
Hey tekende en maakte aanvankelijk keramisch werk. Vanaf begin jaren 70 was ze vooral als steenbeeldhouwer actief en maakte ze hardstenen sculpturen. Ze was geboeid door het ruimtelijk aspect en hield van het fysieke werk met hamer en beitel. Naast haar kleine werkruimte in Amsterdam, kreeg ze in 1970 een atelier in Lacoste, dat werd gebouwd met hulp van haar Rietveld-studenten. Hey haalde haar albast en marmer vaak zelf. Ze koos de stenen uit door te kijken en te luisteren: "Dan sla ik met een hamertje, want hij mag absoluut niet dof klinken. Dof, dan zit er 'n barst in. Of het hart is vergruisd. Goeie stenen zingen. Dat is geweldig! Zo helder van toon als een steen kan klinken! Ook wanneer je aan het hakken bent. Hoe harder de steen des te hoger en zuiverder de toon."
Exposities
Hey was lid van de Nederlandse Kring van Beeldhouwers en de Beroepsvereniging van Beeldende Kunstenaars. Ze exposeerde meerdere malen, onder meer in een drieluik met Bert Andreae en Herman Gordijn in De Tamboer in Hoogeveen (1978) en solo in het Stedelijk Museum Schiedam (1981-1982, 1990) en in het Gemeentemuseum Arnhem (1990). Het werk van Hey en dat van tien andere beeldhouwers, onder wie Gerard Höweler, Jan Meefout en Cor van Noorden, was ook te zien bij de expositie De druppel holt de steen uit in het Nijenhuis in Wijhe en het Provinciehuis in Zwolle (1986).
Bij haar atelier in Lacoste organiseerde Hey in de jaren 90 diverse projecten, waarbij haar beelden het decor vormden voor dans en muziek. Ze werkte hierin onder meer samen met dansers en choreografen van Het Nationale Ballet. Het project Travelling Memory (2000) maakte ze in samenwerking met de Hongaarse componist György Kurtág en haar zoon, die videobeelden verzorgde. Na een première in Amsterdam, reisde het project door een aantal landen.
Laatste jaren
Hey werd onderscheiden op beeldententoonstellingen in Florida (2008) en Beijing (2010). Ze publiceerde in 2010 een boek over haar beginjaren als kunstenaar: Kan een kont te groot zijn? De titel verwijst naar een aanvaring die ze had met een Londense academiedocent, hij vond dat ze te veel aandacht had besteed aan de bilpartij van een model. Hey overleed een aantal maanden na de publicatie in Amsterdam en werd begraven in Lacoste.

## Werken (selectie)
Kunstwerken
- 1972: Open paprika, keramiek, collectie Museum Boijmans Van Beuningen, Rotterdam
- 1978: Organische vormen en Gestapelde bollen, lithografieën, collectie Rijksmuseum Amsterdam
- 1979: Dubbelvorm, marmer, collectie SBK Amsterdam.
- 1981: In elkaar geplooide vorm, marmer, collectie SBK Amsterdam.
- 1990: Carpentras, travertijn, collectie Joods Historisch Museum

Projecten
- 1993: Le Marquis de Sade et les pierres de Lacoste, met dans van butoh-danser Min Tanaka op muziek van Iannis Xenakis
- 1995: Tables d'Amour, met dans van Jeanette Vondersaar en Andrew Kelley naar een choreografie van Rudi van Dantzig, op muziek van Gilius van Bergeijk
- 1997: Le vent, met dans van Rudi van Dantzig, Jeanette Vondersaar, Andrew Kelley en Gertjan Evenhuis naar een choreografie van Van Dantzig en Toer van Schayk

Publicaties
- 1990: "Hollands dagboek", NRC Handelsblad, 15 september 1990.
- 2010: Kan een kont te groot zijn? Het leven van een jonge beeldhouwster in het Europa van de jaren vijftig. 's-Hertogenbosch: Uitgeverij Pels & Kemper. ISBN 9789079372096

- Biografisch Portaal: 84322289
- International Standard Name Identifier: 0000 0003 8927 8537
- Library of Congress Control Number: n2014187152
- Nederlandse Thesaurus van Auteursnamen: 170623718
- RKD-Nederlands Instituut voor Kunstgeschiedenis: 38202
- Système universitaire de documentation: 232637016
- Union List of Artist Names: 500088514
- Virtual International Authority File: 282621054
- WorldCat: E39PBJm9fGQ7Jmg3F9gWYvYXVC